# Diócesis de Sumbawanga
La diócesis de Sumbawanga (en latín: Dioecesis Sumbavangen(sis), en inglés: Roman Catholic Diocese of Sumbavangen y en suajili: Jimbo Katoliki la Sumbawanga) es una circunscripción eclesiástica latina de la Iglesia católica en Tanzania, sufragánea de la arquidiócesis de Mbeya. La diócesis tiene al obispo Beatus Christian Urassa, O.S.S. como su ordinario desde el 19 de abril de 2018. 

## Territorio y organización
La diócesis tiene 28 654 km² y extiende su jurisdicción sobre los fieles católicos de rito latino residentes en la parte meridional de la región de Rukwa.
La sede de la diócesis se encuentra en la ciudad de Sumbawanga, en donde se halla la Catedral de los Reyes Magos. 
En 2020 en la diócesis existían 21 parroquias.

## Historia
El vicariato apostólico de Karema fue erigido el 10 de mayo de 1946 con la bula Quo maiora del papa Pío XII, obteniendo el territorio del vicariato apostólico de Tanganica (hoy diócesis de Kigoma).
El 25 de marzo de 1953 el vicariato apostólico fue elevado a diócesis con la bula Quemadmodum ad Nos por el papa Pío XII. Originalmente la diócesis era sufragánea de la arquidiócesis de Tabora.
El 24 de octubre de 1969 tomó su nombre actual.
El 23 de octubre de 2000 cedió una parte de su territorio para la erección de la diócesis de Mpanda.
El 21 de diciembre de 2018 pasó a formar parte de la provincia eclesiástica de la arquidiócesis de Mbeya.

## Estadísticas
De acuerdo al Anuario Pontificio 2021 la diócesis tenía a fines de 2020 un total de 859 710 fieles bautizados.
| Año                                                                             | Población            | Población | Población      | Sacerdotes | Sacerdotes    | Sacerdotes    | Bautizados por sacerdote | Diáconos permanentes | Religiosos | Religiosos | Parroquias |
| Año                                                                             | Bautizados católicos | Total     | % de católicos | Total      | Clero secular | Clero regular | Bautizados por sacerdote | Diáconos permanentes | Varones    | Mujeres    | Parroquias |
| ------------------------------------------------------------------------------- | -------------------- | --------- | -------------- | ---------- | ------------- | ------------- | ------------------------ | -------------------- | ---------- | ---------- | ---------- |
| 1950                                                                            | 94 405               | 94 446    | 100.0          | 41         | 17            | 24            | 2302                     |                      |            | 13         | 13         |
| 1970                                                                            | 229 207              | 293 135   | 78.2           | 85         | 45            | 40            | 2696                     |                      | 40         | 98         | 25         |
| 1980                                                                            | 306 761              | 421 169   | 72.8           | 83         | 66            | 17            | 3695                     |                      | 17         | 125        | 25         |
| 1990                                                                            | 485 703              | 694 974   | 69.9           | 72         | 63            | 9             | 6745                     |                      | 10         | 258        | 29         |
| 1999                                                                            | 812 638              | 1 103 297 | 73.7           | 72         | 65            | 7             | 11 286                   |                      | 57         | 301        | 28         |
| 2000                                                                            | 527 226              | 603 291   | 87.4           | 90         | 52            | 38            | 5858                     |                      | 46         | 280        | 17         |
| 2001                                                                            | 580 000              | 748 821   | 77.5           | 51         | 46            | 5             | 11 372                   |                      | 67         | 300        | 22         |
| 2002                                                                            | 580 000              | 748 821   | 77.5           | 54         | 49            | 5             | 10 740                   |                      | 82         | 300        | 22         |
| 2003                                                                            | 593 867              | 928 941   | 63.9           | 52         | 48            | 4             | 11 420                   |                      | 61         | 295        | 22         |
| 2004                                                                            | 607 143              | 928 941   | 65.4           | 53         | 49            | 4             | 11 455                   |                      | 71         | 208        | 22         |
| 2010                                                                            | 711 680              | 1 109 760 | 64.1           | 54         | 47            | 7             | 13 179                   |                      | 62         | 307        | 23         |
| 2014                                                                            | 757 451              | 1 244 330 | 60.9           | 48         | 42            | 6             | 15 780                   |                      | 61         | 320        | 24         |
| 2017                                                                            | 805 388              | 1 323 080 | 60.9           | 60         | 53            | 7             | 13 423                   |                      | 71         | 348        | 21         |
| 2020                                                                            | 859 710              | 1 412 320 | 60.9           | 59         | 55            | 4             | 14 571                   |                      | 71         | 378        | 21         |
| Fuente: Catholic-Hierarchy, que a su vez toma los datos del Anuario Pontificio. |                      |           |                |            |               |               |                          |                      |            |            |            |

## Episcopologio
- James Holmes-Siedle, M.Afr. † (29 de julio de 1946-5 de agosto de 1958  nombrado obispo de Kigoma)
- Charles Msakila † (13 de noviembre de 1958-23 de febrero de 1994 falleció)
  - Sede vacante (1994-1997)
- Damian Kyaruzi (21 de abril de 1997-19 de abril de 2018 retirado)
- Beatus Christian Urassa, O.S.S., desde el 19 de abril de 2018